# Serviço de Migração e Estrangeiros
O Serviço de Emigração e Estrangeiros (SME) é o órgão executivo central do Ministério do Interior de Angola, com autonomia administrativa e gestão orçamental, ao qual compete executar as politicas e medidas legislativas e regulamentares relacionadas com a entrada, transito, saída e o controlo da permanência e das actividades de cidadãos estrangeiros em território nacional, bem como estudar, promover, coordenar e executar as medidas e acções relacionadas com aquelas actividades. .
O SME é o órgão responsável pela emissão de títulos de residência a cidadãos estrangeiros que residam legalmente em Angola. 

## Organização
Com sede em Luanda, o SME é chefiado por um diretor-geral e dois comissários de Migração, incluindo serviços centrais.

## História
No período colonial português, o controlo do movimento de entradas/saídas pela fronteira angolana era efectuado pela 4ª repartição da Polícia de Segurança Pública de Angola (PSPA).
Com a proclamação da independência de Angola, foi criado, no dia 19 de abril de 1976, o Serviço de Migração e Estrangeiros, que tinha como função principal controlar a permanência dos estrangeiros e o movimento migratório no território nacional. Ao longo deste período o SME assumiu vários nomes:
- 1976/1977 – Serviço de Emigração e Fronteiras (SEF);
- 1977/1982 – Direcção de Emigração e Fronteiras de Angola (DEFA);
- 1982/1997 – Direcção Nacional de Emigração e Fronteiras de Angola (DNEFA);
- 1997/1999 – Direcção de Emigração e Fronteiras de Angola (DEFA);
- Desde 1999 – Serviço de Migração e Estrangeiros (SME). [8]